# Tetragnatha plena
Tetragnatha plena är en spindelart som beskrevs av Chamberlin 1924. Tetragnatha plena ingår i släktet sträckkäkspindlar, och familjen käkspindlar. Inga underarter finns listade i Catalogue of Life.